# Chevrolet Astra
O Chevrolet Astra foi um automóvel fabricado pela Chevrolet lançado e produzido no Brasil entre 1998 e 2011, porém vindo importado da Bélgica na sua primeira geração (1994-1996).  De porte médio, quando foi descontinuado era produzido exclusivamente com motor 2.0 bicombustível de 133 cv de potência (gasolina) e 140 cv (álcool), embora tenha tido outros motores.
O carro era disponível em versões hatchback, sedan e station wagon, situando-se acima do Corsa e abaixo do Vectra. Atualmente, o Astra é comercializado em uma nova geração muito mais moderna no mercado Europeu, onde é fabricado como Opel Astra e Vauxhall Astra (para países com direção do lado direito como Inglaterra, Japão e África do Sul) pelas subsidiárias europeias da General Motors, a Opel e a Vauxhall. Nos Estados Unidos, o carro era vendido como Saturn Astra e na Austrália como Holden Astra.
Em setembro de 2007 foi lançado no Brasil um novo modelo derivado do Astra europeu, com o nome de Vectra GT. O desenho traseiro do modelo é semelhante ao europeu, com a frente da última geração do Chevrolet Vectra nacional, que foi projetado no Brasil como uma versão sedã do Astra europeu. Compartilhava também a plataforma e conjunto motriz com o Vectra nacional, herdados da atual linha Astra.

## História
- 1994 - Início da comercialização do modelo no mercado brasileiro, importado da Bélgica. Lançado também em versão perua (station wagon). Utilizava o motor 2.0.
- 1998 - Início da produção pela Chevrolet do Brasil. Lançado nas versões GL 1.8-8V, GLS 2.0-8V e GLS 2.0-16V nas carrocerias notchback duas portas e sedan quatro portas. Uso da direção eletro-hidráulica.
- 2000 -  Lançada a versão Sport 2.0-8V que contava com body kit da preparadora alemã Irmscher, bancos com tecido exclusivo, rodas exclusivas, faróis/lanternas/painel exclusivos e opcional de teto solar. lançada a versão Milenium em comemoração a virada do século. Este contava com motor 1.8 8v e bancos com grafismo diferenciado escrito "Milenium 2000" além de contar com vários itens de série ausentes na versão GL.
- 2001 - Adoção dos repetidores de pisca nos pára-lamas em todas as versões. A versão GL ganha calotas e conta-giros. Fim da direção eletro-hidráulica.

- Fim da versão Milenium.
- 2002 - Lançada a série Sunny, a versão CD 2.0-8V e CD 2.0-16V. O câmbio automático estava disponível na versão CD 2.0-8V. Neste mesmo ano foi lançado a série Expression, versão Sedã Completa da categoria com controles do rádio acoplado ao volante.
- 2003 - O modelo sofre uma nova reestilização para o modelo 2003. Lançada a versão GSi, com motorização 2.0-16V, com 136 cv, com a opção de cinco portas para o notchback. Fim da produção com motor 1.8 à gasolina, foi adotado o motor 1.8 à álcool para frotistas. A placa traseira passa a ser posicionada no para-choque, não mais entre os faróis traseiros[1].
- 2004 - Uso do motor Flexpower (bicombustível), com motor 2.0-8V à álcool ou à gasolina. Lançadas as novas versões: Comfort, Elegance e Elite. Uso do motor Multipower (GNV, etanol ou gasolina). Lançada a versão Advantage Hatch, 3 portas.
- 2005 - Fim da versão GSi 2.0-16V(gasolina). Em novembro foi lançada a versão SS 2.0-8V Flexpower.
- 2006 - A versão Advantage passa a vir também nos modelos de 4 portas Sedan ou 5 portas notchback. Último ano da versão "Comfort".
- 2007 - Término da produção das versões hatch de 3 portas. É também o último ano das versões "Elite" e "Elegance" (as mais luxuosas).
- 2008 - Descontinuação da versão "SS", com alguns de seus acessórios (rodas aro 16, faróis de milha e aerofólio) sendo oferecidos como "Kit Esportivo" para o Advantage Hatch.
- 2009 - Novo motor 2.0 Flexpower com 133 cv (gasolina) e 140 cv (álcool). Apresentado o modelo 2010 do Astra, com muitos menos equipamentos comparado ao Vectra, como exemplo freios ABS, computador de bordo e etc.
- 2011 - 17 de Agosto de 2011 é anunciado o fim da produção, e que mais tarde daria lugar aos globais Sonic e Cobalt.

## Mercado
O Astra tem um interior clássico que quase não sofreu mudanças de 1998 até o fim de sua produção no Brasil, em 2011. Uma das únicas mudanças foi nos mostradores do painel, que passaram a ter fundo branco. Na Europa o interior do Astra é bem semelhante ao do Chevrolet Vectra do Brasil. A transmissão é oferecida nas versões automática ou manual. 
Em 2010 o Astra incorporou desde sua versão básica itens restritos as antigas versões de luxo (acabamento em veludo, ar-condicionado digital, rodas aro 16 e retrovisor eletro crômico), lançando o veiculo nas cores prata, branco, preto e amarelo sendo essa última cor a que fez menos sucesso entre os adeptos do carro. O motor seguiu sendo o antigo 2 litros com 2 válvulas por cilindro mas alterações mecânicas elevaram sua potência para 140 cv utilizando-se álcool e 133 cv com gasolina. O modelo recebia, no fim de sua produção, críticas seu design defasado (com apenas um face-lift em 12 anos) e por ter um motor ainda mais antigo, diretamente herdado do Monza. Já seus entusiastas consideravam essa desatualização irrelevante, por ela não significar desvantagem prática do produto e ainda propiciar um preço competitivo. 
A longa sobrevida do Astra explica-se por tratar-se de um veículo médio concorrendo em preço com veículos compactos, mais atualizados, porém inferiores em termos dinâmicos, de habitabilidade e principalmente resistência de sua estrutura. Assim o Astra, em seus últimos momentos, ainda encontrava um bom mercado nos consumidores menos passionais, que priorizavam o fator custo-benefício.

## Competições
- Brasil: Stock Car V8 (2003 até 2008)
- Argentina: TC 2000 (2003 até hoje)
- Alemanha: DTM (2000 até 2003)

## Galeria de fotos

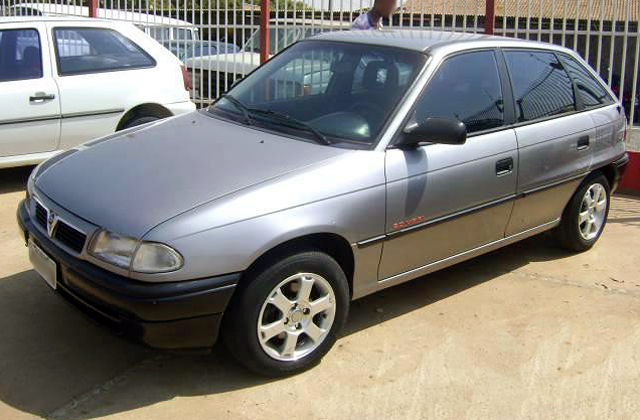
Astra primera geração.
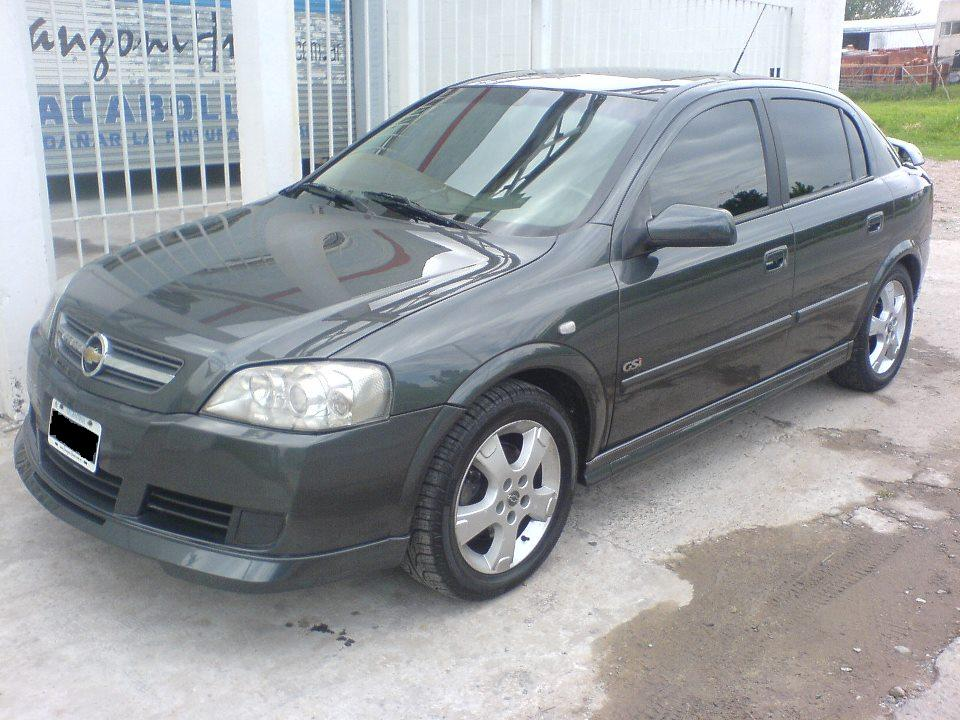
Astra segunda geração hatchback.
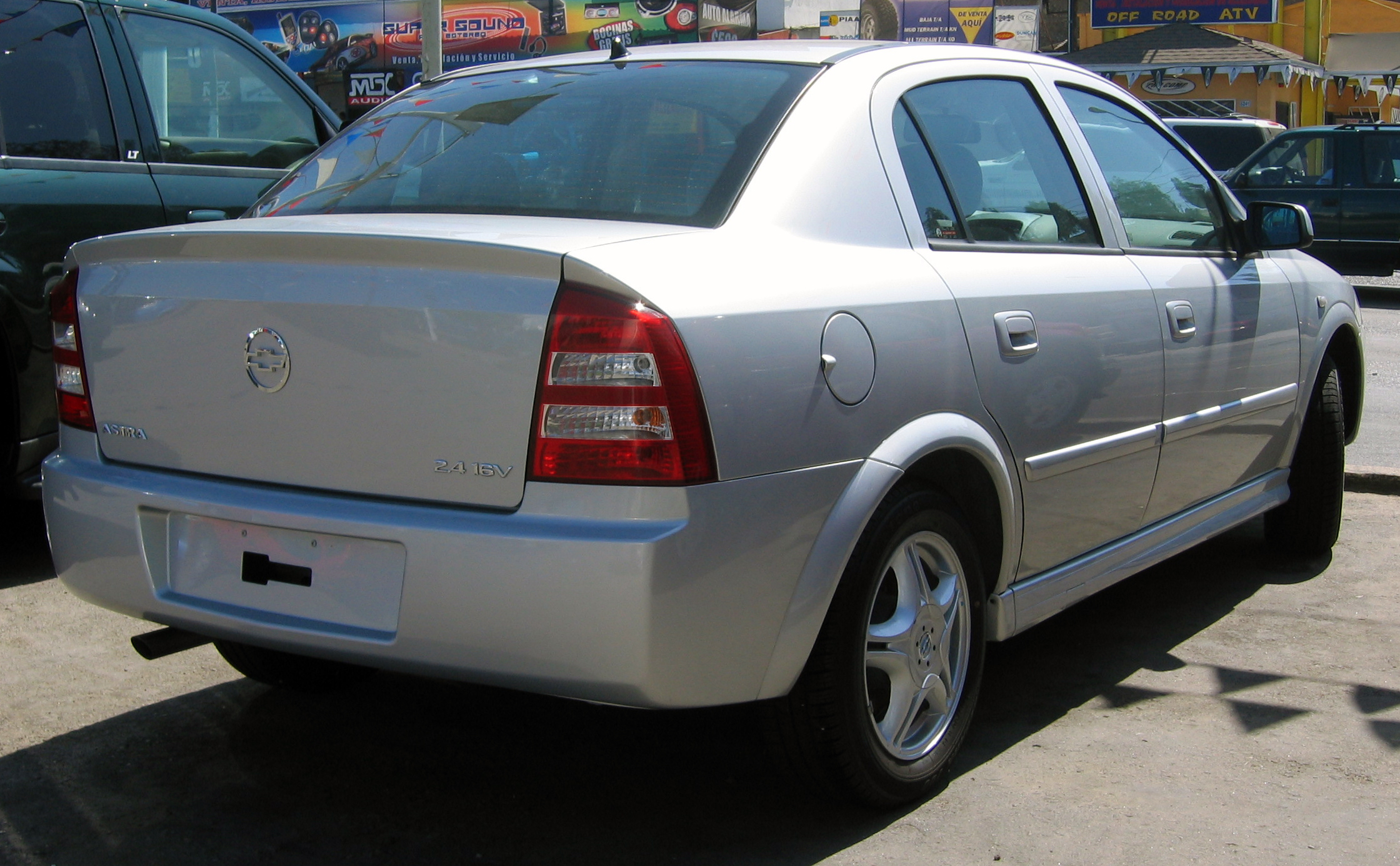
Astra segunda geração sedan.

## Sucessor
O modelo deixou de ser fabricado, sua retirada de linha é parte do plano de reestruturação da General Motors. Para suceder o Astra, a GMB apresentou o Chevrolet Sonic e Chevrolet Cobalt, nas versões hatch e sedan. Na Europa, contudo, o Astra segue em produção, sob a bandeira Opel e encontra-se em sua 4ª geração.

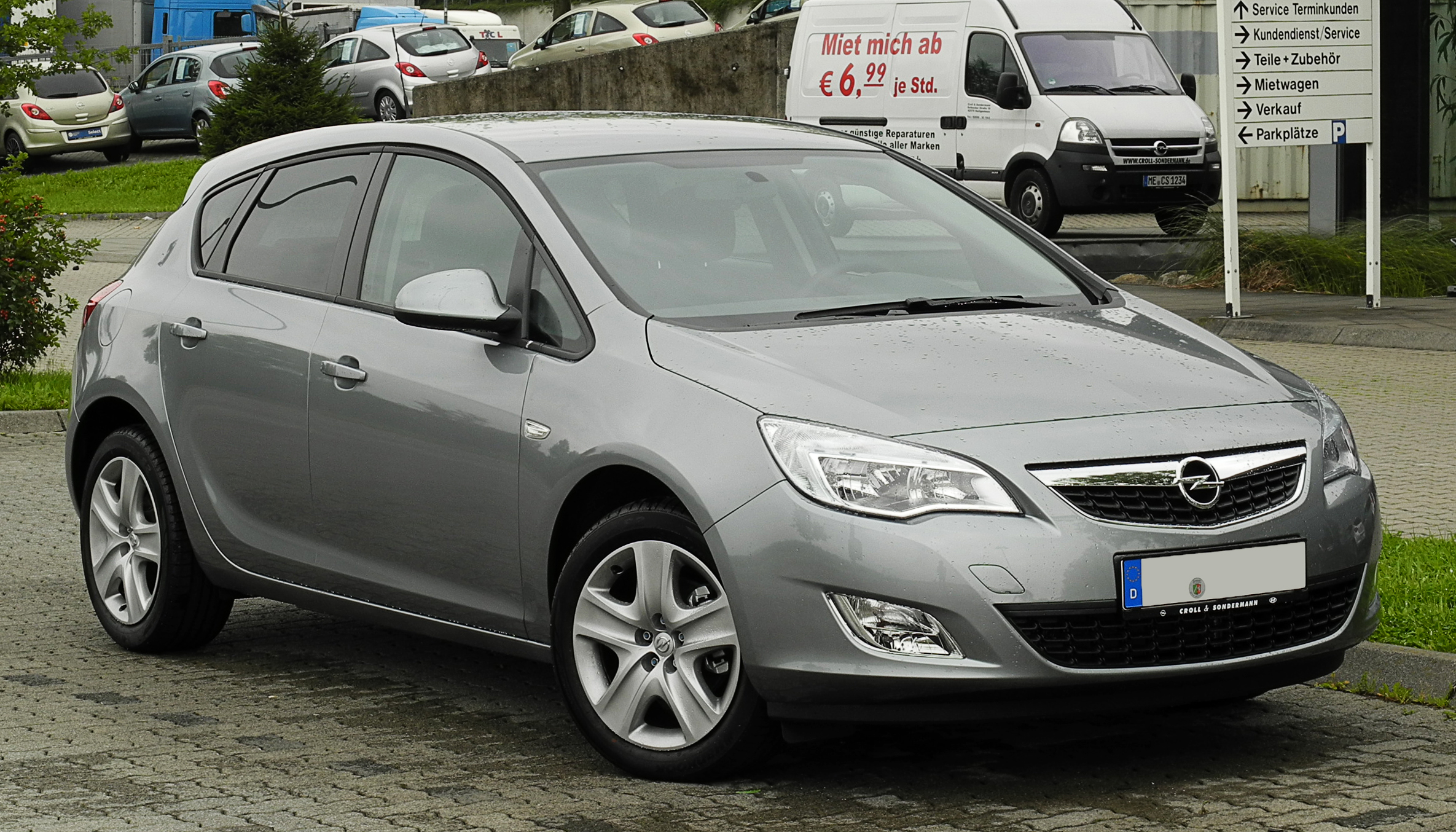
Opel Astra (4ª geração)
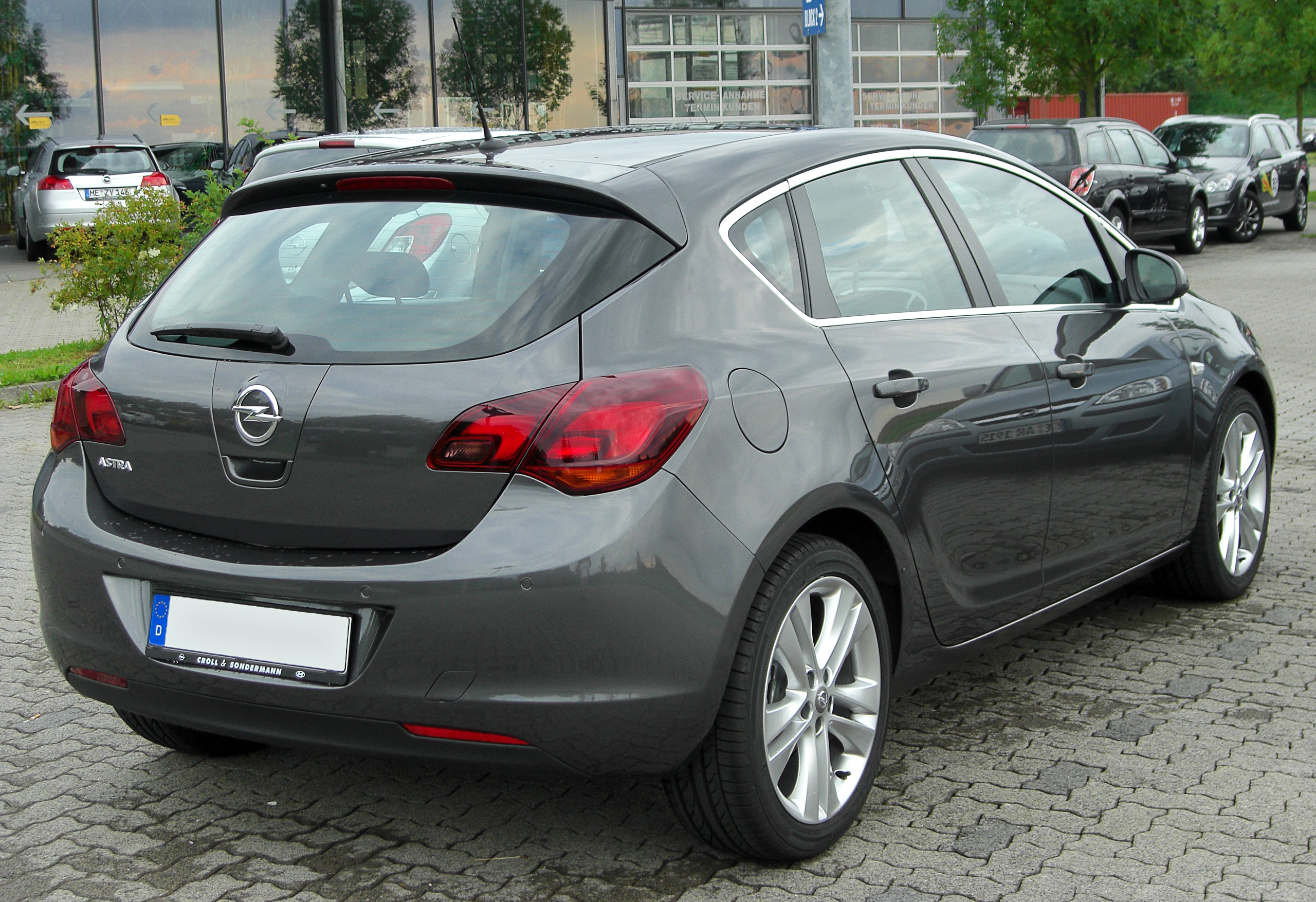
Opel Astra (4ª geração)